# Reserva Natural Estricta San Antonio
A Reserva Natural Estricta San Antonio encontra-se a nordeste da província de Misiones, no departamento General Belgrano, a 5 km da localidade homônima, e a 338 km da capital provincial de Posadas,  a 26° 08′ S, 53° 43′ O, na Argentina.
O rio Santo Antonio, fronteira com o Brasil, constitui seu limite norte junto com o arroio de El Pesado el oeste. Ao sul, os campos da Estação Experimental do INTA Gral. Belgrano. 
Esta área foi a "Estação Florestal Gral. Manuel Belgrano", do "Instituto Florestal Argentino IFONA). Fazia experimentos com árvores florestais (coníferas,  eucalipto), e mantinha uma área intacta de flora nativa. Com a dissolução do Instituto Florestal Nacional, a Administração de Parques Nacionais recebeu parte destas terras e cria a Reserva.
A figura de Reserva Natural Estrita (RNE) impõe o mais restrições a área aplicada.  Ali, a interferência humana direta se reduz ao mínimo (não se permitem visitas, salvo por fim científico autorizado e/ou para controle e vigilância) a fim de permitir as comunidades vegetais, animais e processos ecológicos aconteçam livre e espontaneamente. 
São frequentes as espécies de erva mate, laurel negro, guatambú branco, onde no Bosque de Pinho Paraná encontra-se exemplares naturais de pinho paraná ou curí (Araucaria angustifolia), típico dos setores serranos elevados e mais frios do sudeste brasileiro. Esta espécie é uma conífera nativa da mesma família do pehuén, a araucária da Patagônia. De grande porte, alcança 30m de altura, com sementes comestíveis que são aproveitadas pelos moradores do povoado.

## Fisiologia
Abundantes chuvas modelaram a paisagem devido aos distintos ciclos erosivos.  Resulta em múltiplos vales onde está presente uma rede hídrica profusa, cujos cursos trocam de rumo bruscamente para acomodar-se ao desnível entre os distintos mantos de basalto, formando saltos.
A cor avermelhada, característico do solo das Missões,  responde ao processo de alteração basáltica em condições de clima cálido e úmido. A flora e outros aspectos afetam na variação de tons de terra, do vermelho intenso a rosados tênues.
Um extremo das Serras de la Victoria chega a localidade de Bernardo de Irigoyen,  portanto a Reserva San Antonio está afetada por estas elevações.

## Hidrografia
Na parte norte do limite provincial oeste é composto pelo rio San Antonio, que é também o limite leste da Reserva Estricta.
Na fronteira com Brasil, há 23 km entre o rio San Antonio e o Pepirí Guaçú,  como ocorre em una porção do limite de la Reserva San Antonio.
Pela Reserva passam os arroios Pesado, Tigre e Rolador. Em um setor, o rio San Antonio tem 10 m de largura e 1 m de profundidade,  indicando ser um rio secundário. Fora da área da reserva,  há um setor para sua futura ampliação, onde o arroio Rolador produz um salto importante conhecido como Rolador ou Tupá-sy (Deus em guarani).

## Clima
A Reserva Natural San Antonio tem clima subtropical sem estação seca, com escassa variação anual da temperatura e abundância de chuvas.  Indo ao oeste, estes parâmetros se atenuam até aparecer uma estação seca. 
- Mês mais quente, fevereiro, temperatura média media: 26 °C
- Mês mais frio, julho, temperatura média: 14,5 °C
- Umidade relativa do ar: 70 a 90 %
- Chuvas: 1500 a 2000 mm/ano. Na província de Misiones, as precipitações aumentam de sudoeste a nordeste
- Ventos: 10 km/h

Uma característica climática da zona é a amplitude térmica diária mais acentuada que a estacional, formando-se abundante orvalho a noite.